# Timothy Castagne
Timothy Castagne (ur. 5 grudnia 1995 w Arlon) – belgijski piłkarz występujący na pozycji obrońcy w angielskim klubie Fulham oraz w reprezentacji Belgii. Uczestnik Mistrzostw Świata w 2022 roku oraz Mistrzostw Europy w 2020.

## Życiorys

### Kariera klubowa
Jako nastolatek trafił z RE Virton do młodzieżowych drużyn KRC Genk. Debiut w pierwszej drużynie zaliczył w ligowym meczu 14 września 2014 na stadionie Cristal Arena (Genk, Belgia) w zremisowanym 1:1 meczu przeciwko Club Brugge, Castagne rozegrał wówczas cały mecz. W całym sezonie 2014/2015 zanotował w lidze 27 występów i strzelił jednego gola, a jego drużyna uplasowała się na 7. pozycji w lidze. W sezonie 2015/2016 zajęli z kolei 5. miejsce w lidze, co dało awans do Ligi Europy, a dokładnie do eliminacji. Udało im się zakwalifikować do fazy grupowej, gdzie trafili na Athletic Bilbao, Rapid Wiedeń oraz US Sassuolo. Belgowie wygrali tę grupę i awansowali do kolejnej rundy. W 1/16 finału trafili na rumuńską Astrę Giurgiu. W pierwszym meczu tych drużyn Castagne zanotował bramkę, a w całym dwumeczu wygrali 3:2. W 1/8 finału trafili na dobrze sobie znanego przeciwnika – KAA Gent. Genk ponownie dał sobie radę. wygrywając w dwumeczu 6:3, a Castagne znów był autorem jednego z trafień. Dopiero w ćwierćfinale musieli uznać wyższość Celty Vigo. W lidze zajęli 8. miejsce.
7 lipca 2017 został oficjalnie zawodnikiem Atalanty BC, kwota transferu wyniosła około 6,5 miliona euro. Debiut w Serie A zaliczył 10 września 2017 na stadionie Stadio Atleti Azzurri d’Italia (Bergamo, Włochy) w wygranym 3:0 spotkaniu z US Sassuolo Calcio. W całym sezonie 2017/2018 w Serie A zanotował 20 występów. Także zaliczył 3 występy w fazie grupowej Ligi Europy. 3 września 2020 podpisał kontrakt z angielskim klubem Leicester City F.C. z Premier League, umowa do 30 czerwca 2025; kwota odstępnego 21 milionów euro.

### Kariera reprezentacyjna
Reprezentant Belgii w kategoriach U-18, U-19 i U-21.
W seniorskiej reprezentacji Belgii zadebiutował 7 września 2018 na stadionie Hampden Park (Glasgow, Szkocja) w wygranym 4:0 meczu towarzyskim przeciwko Szkocji.

## Statystyki

### Klubowe
(aktualne na dzień 4 czerwca 2025)
| Klub               | Sezon              | Liga               | Liga  | Liga   | Puchar kraju | Puchar kraju | Europa | Europa | Inne  | Inne   | Suma  | Suma   |
| Klub               | Sezon              | Liga               | Mecze | Bramki | Mecze        | Bramki       | Mecze  | Bramki | Mecze | Bramki | Mecze | Bramki |
| ------------------ | ------------------ | ------------------ | ----- | ------ | ------------ | ------------ | ------ | ------ | ----- | ------ | ----- | ------ |
| KRC Genk           | 2014/15            | Eerste klasse      | 27    | 1      | 1            | 0            | –      | –      | –     | –      | 28    | 1      |
| KRC Genk           | 2015/16            | Eerste klasse      | 21    | 0      | 1            | 0            | –      | –      | –     | –      | 22    | 0      |
| KRC Genk           | 2016/17            | Eerste klasse      | 30    | 0      | 5            | 0            | 12     | 2      | –     | –      | 47    | 2      |
| KRC Genk           | Ogólnie            | Ogólnie            | 78    | 1      | 7            | 0            | 12     | 2      | -     | -      | 97    | 3      |
| Atalanta BC        | 2017/18            | Serie A            | 20    | 0      | 3            | 1            | 3      | 0      | –     | –      | 26    | 1      |
| Atalanta BC        | 2018/19            | Serie A            | 28    | 4      | 5            | 1            | 4      | 0      | –     | –      | 37    | 5      |
| Atalanta BC        | 2019/20            | Serie A            | 27    | 1      | 0            | 0            | 6      | 1      | –     | –      | 33    | 2      |
| Atalanta BC        | Ogólnie            | Ogólnie            | 75    | 5      | 8            | 2            | 13     | 1      | -     | -      | 96    | 8      |
| Leicester City     | 2020/21            | Premier League     | 27    | 2      | 5            | 0            | 2      | 0      | –     | –      | 34    | 2      |
| Leicester City     | 2021/22            | Premier League     | 27    | 1      | 0            | 0            | 9      | 0      | –     | –      | 36    | 1      |
| Leicester City     | 2022/23            | Premier League     | 37    | 2      | 5            | 0            | –      | –      | –     | –      | 42    | 2      |
| Leicester City     | Ogólnie            | Ogólnie            | 91    | 5      | 10           | 0            | 11     | 0      | -     | -      | 112   | 5      |
| Fulham             | 2023/24            | Premier League     | 34    | 1      | 5            | 0            | –      | –      | –     | –      | 39    | 1      |
| Fulham             | 2024/25            | Premier League     | 24    | 0      | 6            | 1            | –      | –      | –     | –      | 30    | 1      |
| Fulham             | Ogólnie            | Ogólnie            | 58    | 1      | 11           | 1            | –      | –      | -     | -      | 69    | 2      |
| Ogólnie w karierze | Ogólnie w karierze | Ogólnie w karierze | 302   | 12     | 25           | 3            | 36     | 3      | -     | -      | 363   | 18     |